# Andorre aux Jeux olympiques d'hiver de 1976
L'équipe olympique de Andorre a participé aux Jeux olympiques d'hiver de 1976 à Innsbruck en Autriche. Elle était représentée par 5 athlètes dans la seule discipline du ski alpin.
Elle n'a remporté aucune médaille.

## Ski alpin
Hommes
| Athlète        | Épreuve      | Course 1 | Course 1   | Course 2 | Course 2   | Total   | Total      |
| Athlète        | Épreuve      | Temps    | Classement | Temps    | Classement | Temps   | Classement |
| -------------- | ------------ | -------- | ---------- | -------- | ---------- | ------- | ---------- |
| Xavier Areny   | Descente     |          |            |          |            | DNF     | –          |
| Carlos Font    | Descente     |          |            |          |            | 2:01.75 | 62         |
| Antoine Crespo | Descente     |          |            |          |            | 1:58.72 | 54         |
| Carlos Font    | Slalom géant | 2:11.03  | 76         | 2:14.62  | 48         | 4:25.65 | 48         |
| Xavier Areny   | Slalom géant | 2:05.86  | 74         | DNF      | –          | DNF     | –          |
| Esteve Tomas   | Slalom géant | 2:04.63  | 72         | DNF      | –          | DNF     | –          |
| Antoine Crespo | Slalom géant | 1:59.59  | 59         | DNF      | –          | DNF     | –          |
| Antoni Naudi   | Slalom       | DNF      | –          | –        | –          | DNF     | –          |
| Antoine Crespo | Slalom       | DNF      | –          | –        | –          | DNF     | –          |
| Xavier Areny   | Slalom       | DNF      | –          | –        | –          | DNF     | –          |
| Carlos Font    | Slalom       | 1:24.98  | 44         | 1:31.54  | 38         | 2:56.52 | 38         |